# Monarchia (album)
A Monarchia a Nevergreen gothic-doom metal együttes tizennegyedik nagylemeze. A Hammer Music gondozásában jelent meg 2017-ben. A hagyományokhoz hűen ezen az albumon is találunk földolgozást, mégpedig Black: Everything's Coming up Roses című számát. Az album a 23. helyre került a Mahasz Top 40 albumlistáján.

## Számlista
| Monarchia 2017 HM | Monarchia 2017 HM            | Monarchia 2017 HM | Monarchia 2017 HM | Monarchia 2017 HM | Monarchia 2017 HM | Monarchia 2017 HM | Monarchia 2017 HM | Monarchia 2017 HM | Monarchia 2017 HM |
|                   | Cím                          | Hossz             |                   |                   |                   |                   |                   |                   |                   |
| ----------------- | ---------------------------- | ----------------- | ----------------- | ----------------- | ----------------- | ----------------- | ----------------- | ----------------- | ----------------- |
| 1.                | Szelek hátán                 | 03:37             |                   |                   |                   |                   |                   |                   |                   |
| 2.                | Szárnyak az éjben            | 04:38             |                   |                   |                   |                   |                   |                   |                   |
| 3.                | A harcunk éjjelén            | 03:22             |                   |                   |                   |                   |                   |                   |                   |
| 4.                | Imperium                     | 04:40             |                   |                   |                   |                   |                   |                   |                   |
| 5.                | Árnyék a mélyből             | 03:36             |                   |                   |                   |                   |                   |                   |                   |
| 6.                | A hősök nemzedéke            | 05:15             |                   |                   |                   |                   |                   |                   |                   |
| 7.                | Még vár ránk a dal           | 04:15             |                   |                   |                   |                   |                   |                   |                   |
| 8.                | A holtak imája               | 04:45             |                   |                   |                   |                   |                   |                   |                   |
| 9.                | Szemekben a remény           | 04:29             |                   |                   |                   |                   |                   |                   |                   |
| 10.               | Gyilokjáró                   | 04:33             |                   |                   |                   |                   |                   |                   |                   |
| 11.               | Everything's Coming Up Roses | 04:05             |                   |                   |                   |                   |                   |                   |                   |
| 00:47:15          |                              |                   |                   |                   |                   |                   |                   |                   |                   |

## Közreműködők
- Bob Macura – ének, basszusgitár
- Matláry Miklós – billentyűk
- Nenad Nedeljkovic - gitár
- Kovács "Moti" Tamás – dob